# Bogaci Miłosierdziem
Bogaci Miłosierdziem – medal przyznawany corocznie, począwszy od 1998, przez Caritas Archidiecezji Krakowskiej.

## Cel i forma
Medal otrzymują osoby lub instytucje wyróżniające się w pomocy świadczonej potrzebującym i wspierające dzieła organizacji. Medal został zaprojektowany w 1998 dla Caritas Archidiecezji Krakowskiej przez prof. Czesława Dźwigaja w formie przypominającej pieczęć. Symbolika medalu jest następująca:
- na awersie widnieją: znak Caritas i nazwa medalu - obok graweruje się nazwisko osoby, której medal został przyznany,
- na rewersie widnieją: zarys katedry wawelskiej oraz niewielkie znaki Caritas u jej stóp, symbolizujące masy ludzi zaangażowanych we wspieranie najuboższych[1].

## Uhonorowani
Dotąd medal otrzymali:
- 1998: kard. Franciszek Macharski i papież Jan Paweł II,
- 1999: Maria Gądek za przekazanie dorobku życiowego na zorganizowanie Rodzinnego Domu Dziecka w Krakowie Płaszowie,
- 2000: Władysław Godyń za organizację schronisk dla osób bezdomnych i opiekę nad nimi,
- 2001: Zofia Gutkowska i Zofia Cherubina Bokota, nazaretanki, za działalność na rzecz samotnych matek,
- 2002: prof. Bolesław Piekoś za ofiarowanie domu, w którym zorganizowano rodzinny dom dziecka,
- 2003: organizacja Katholikenausschuss in der Stadt Köln i Ernst Brück za długoletnią pomoc humanitarną dla Polaków,
- 2004: Zgromadzenie Braci Albertynów i Zgromadzenie Sióstr Albertynek Posługujących Ubogim,
- 2005: Hospicjum św. Łazarza w Krakowie i wszyscy jego twórcy,
- 2006: kard. Stanisław Dziwisz,
- 2007: Podhalańskie Stowarzyszenie Przyjaciół Chorych Hospicjum Jezusa Miłosiernego i parafia Miłosierdzia Bożego na Wzgórzach Krzesławickich w Krakowie,
- 2008: firma Bahlsen Sp. z o.o. ze Skawiny za wieloletnie przekazywanie wyrobów ciastkarskich dla potrzebujących dzieci,
- 2009: ks. prałat Jan Kabziński (misjonarz) i ks. prałat Marian Rapacz (działacz Caritasu),
- 2010: Teresa Sionko i Dorota Bobowska–Szostak (wolontariuszki na rzecz dzieci i młodzieży),
- 2011: Zakłady Przemysłu Cukierniczego Skawa S.A. z Wadowic za wieloletnie przekazywanie słodyczy dla potrzebujących dzieci,
- 2012/2013: Ewa i Andrzej Nowakowie (działacze na rzecz dzieci) i oddział TVP Kraków,
- 2014: Arcybractwo Miłosierdzia p.w. Bogurodzicy Najświętszej Marii Panny Bolesnej - kontynuator działań z zakresu miłosierdzia zainicjowanych przez ks. Piotra Skargę,
- 2015: Ewa i Janusz Trojanowie, właściciele Pracowni Piekarsko-Cukierniczej "Łysa Góra" (za dzielenie się chlebem z potrzebującymi) oraz Miasto i Gmina Wieliczka za działania na rzecz osób potrzebujących,
- 2017: Piotr i Witold Kiełtyka (sponsorzy budowy Szkoły Podstawowej im. św. Joanny Beretty Molli w Krakowie),
- 2018: anonimowy darczyńca (za długoletnie i systematyczne wspieranie dzieł Caritasu),
- 2019: Parafialny Zespół Caritas Betania w Myślenicach (za służbę potrzebującym)[1].